# Championnat du Portugal de football 1973-1974
Navigation
Primeira Divisão 1972-1973 Primeira Divisão 1974-1975
Le Championnat du Portugal de football 1973-1974 est la 40e édition de la compétition qui voit la victoire du Sporting Portugal.

## Clubs participants
| Club                 | En D1 depuis | Classement 1972-1973 | Stade                            | Capacité | Ville              |
| -------------------- | ------------ | -------------------- | -------------------------------- | -------- | ------------------ |
| Académica de Coimbra | 1973         | 1er (D2 Zona Norte)  | Estádio Municipal                | 15 000   | Coïmbra            |
| FC Barreirense       | 1969         | 10e                  | Estádio Dr. Manuel de Mello      | 10 500   | Barreiro           |
| Beira-Mar            | 1971         | 13e                  | Estadio Mário Duarte             | 12 000   | Aveiro             |
| CF Belenenses        | 1934         | 2e                   | Estádio Almirante Américo Thomaz | 44 000   | Lisbonne           |
| Benfica              | 1934         | 1er                  | Estádio da Luz                   | 70 000   | Lisbonne           |
| Boavista             | 1969         | 7e                   | Estádio do Bessa                 | 30 000   | Porto              |
| GD CUF               | 1954         | 8e                   | Estádio Alfredo da Silva         | 22 000   | Barreiro           |
| Sporting Farense     | 1970         | 11e                  | Estádio Municipal de São Luís    | 10 000   | Faro               |
| Vitoria Guimarães    | 1958         | 6e                   | Estádio Municipal                | 30 000   | Guimarães          |
| Leixões SC           | 1959         | 9e                   | Estádio do Mar                   | 9 500    | Matosinhos         |
| CD Montijo           | 1972         | 12e                  | Estádio Luís Almeida Fidalgo     | 3 000    | Montijo            |
| SC Olhanense         | 1973         | 1er (D2 Zona Sul)    | Estádio Padinha                  | 4 000    | Olhão              |
| Oriental Lisbonne    | 1934         | 2e (D2 Zona Sul)     | Campo Engenheiro Carlos Salema   | 5 000    | Marvila (Lisbonne) |
| FC Porto             | 1934         | 4e                   | Estádio das Antas                | 50 200   | Porto              |
| Vitória Setubal      | 1962         | 3e                   | Estádio do Bonfim                | 30 000   | Setúbal            |
| Sporting Portugal    | 1934         | 5e                   | Estádio José Alvalade            | 65 000   | Lisbonne           |
| União Tomar          | 1971         | 16e                  | Estádio Municipal                | 20 000   | Tomar              |

## Compétition

### Classement
En cas d'égalité entre deux clubs, le premier critère de départage est la différence de buts.
| Rang | Équipe                   | Pts | J  | G  | N  | P  | Bp | Bc | Diff |
| ---- | ------------------------ | --- | -- | -- | -- | -- | -- | -- | ---- |
| 1    | Sporting Portugal (C)    | 49  | 30 | 23 | 3  | 4  | 96 | 21 | +75  |
| 2    | Benfica (T)              | 47  | 30 | 21 | 5  | 4  | 68 | 23 | +45  |
| 3    | Vitória Setubal          | 45  | 30 | 19 | 7  | 4  | 69 | 21 | +48  |
| 4    | FC Porto                 | 43  | 30 | 18 | 7  | 5  | 43 | 22 | +21  |
| 5    | CF Belenenses            | 40  | 30 | 17 | 6  | 7  | 56 | 34 | +22  |
| 6    | Vitoria Guimarães        | 31  | 30 | 10 | 11 | 9  | 36 | 34 | +2   |
| 7    | Sporting Farense         | 26  | 30 | 9  | 8  | 13 | 35 | 38 | -3   |
| 8    | GD CUF                   | 25  | 30 | 8  | 9  | 13 | 33 | 44 | -11  |
| 9    | Boavista                 | 25  | 30 | 9  | 7  | 14 | 35 | 43 | -8   |
| 10   | Académica de Coimbra (P) | 23  | 30 | 8  | 7  | 15 | 29 | 45 | -16  |
| 11   | SC Olhanense (P)         | 22  | 30 | 8  | 6  | 16 | 35 | 69 | -34  |
| 12   | Oriental Lisbonne (P)    | 21  | 30 | 10 | 1  | 19 | 35 | 79 | -44  |
| 13   | Beira-Mar                | 21  | 30 | 7  | 7  | 16 | 34 | 59 | -25  |
| 14   | Leixões SC               | 21  | 30 | 9  | 3  | 18 | 36 | 56 | -20  |
| 15   | FC Barreirense           | 21  | 30 | 6  | 9  | 15 | 19 | 42 | -23  |
| 16   | CD Montijo               | 20  | 30 | 7  | 6  | 17 | 32 | 61 | -29  |

Victoire à 2 points
Qualifications européennes
Coupe des clubs champions européens
- 1er : Sporting Portugal

Coupe d'Europe des vainqueurs de coupe
- Vainqueur de la Coupe du Portugal : Benfica

Coupe UEFA
- 3e et 4e : Vitória Setubal, FC Porto

Relégation
- 13e, 15e et 16e : Beira-Mar, FC Barreirense, CD Montijo

Abréviations
T : Tenant du titre

C : Vainqueur de la Coupe du Portugal 1973-74

P : Promus de Division 2

## Les champions du Portugal
| Nom                | Poste              | Nationalité          | Matchs joués | Buts |
| ------------------ | ------------------ | -------------------- | ------------ | ---- |
| João Rocha         | Président          | Portugal             | Non          | Non  |
| Nélson             | Milieu             | Portugal             | 30           | 11   |
| Alhinho            | Défenseur          | Portugal Cap-Vert    | 30           | 2    |
| Yazalde            | Attaquant          | Argentine            | 29           | 46   |
| Vítor Damas        | Gardien de but     | Portugal             | 29           | 0    |
| Carlos Pereira     | Défenseur          | Portugal             | 29           | 0    |
| Marinho            | Attaquant          | Portugal             | 29           | 9    |
| Dinis              | Milieu             | Portugal, Angola     | 28           | 7    |
| Manaca             | Défenseur          | Portugal, Mozambique | 28           | 2    |
| Vagner             | Milieu             | Brésil, Portugal     | 28           | 2    |
| Chico              | Attaquant          | Portugal             | 26           | 5    |
| Bastos             | Défenseur          | Portugal             | 23           | 0    |
| Osvaldo Silva      | Entraîneur Adjoint | Brésil               | 18           | Non  |
| Fernando Riera     | Entraîneur         | Chili                | 17           | Non  |
| Baltasar           | Milieu             | Portugal             | 15           | 4    |
| Osvaldo Silva      | Entraîneur         | Brésil               | 12           | Non  |
| Hilário            | Entraîneur Adjoint | Portugal             | 12           | Non  |
| Fraguito           | Milieu             | Portugal             | 11           | 4    |
| Tomé               | Milieu             | Portugal, Mozambique | 10           | 1    |
| Laranjeira         | Défenseur          | Portugal             | 9            | 0    |
| Dé                 | Attaquant          | Brésil               | 8            | 2    |
| José Carlos        | Défenseur          | Portugal             | 4            | 0    |
| Nando              | Attaquant          | Angola               | 2            | 1    |
| Paulo Rocha        | Milieu             | Portugal             | 2            | 0    |
| Alfredo Di Stéfano | Entraîneur         | Argentine            | 1            | Non  |
| Botelho            | Gardien de but     | Portugal             | 1            | 0    |
| Dani               | Milieu             | Portugal             | 1            | 0    |
| Cabral             | Attaquant          | Portugal             | 1            | 0    |
| Moniz              | Milieu             | Portugal             | 1            | 0    |
| Joaquim Rocha      | Attaquant          | Portugal             | 1            | 0    |

## Statistiques

### Les plus
| de matches gagnés au total      | Sporting Portugal                       | 23 |
| de matches nuls au total        | Vitoria Guimarães                       | 11 |
| de matches perdus au total      | Oriental Lisbonne                       | 19 |
| de matches gagnés à domicile    | Sporting Portugal Benfica CF Belenenses | 14 |
| de matches nuls à domicile      | Sporting Farense FC Barreirense         | 6  |
| de matches perdus à domicile    | Oriental Lisbonne                       | 7  |
| de matches gagnés à l'extérieur | Sporting Portugal Vitória Setubal       | 9  |
| de matches nuls à l'extérieur   | CF Belenenses Vitoria Guimarães         | 6  |
| de matches perdus à l'extérieur | SC Olhanense Leixões SC                 | 13 |

### Classement des buteurs
| Rang | Joueur      | Club            | Buts |
| ---- | ----------- | --------------- | ---- |
| 1    | Yazalde     | Sporting CP     | 46   |
| 2    | Duda        | Vitória Setubal | 24   |
| 3    | Eusébio     | Benfica         | 16   |
| 4    | Abel        | FC Porto        | 15   |
| 4    | Rui Jordão  | Benfica         | 15   |
| 6    | José Torres | Vitória Setubal | 14   |
| 6    | Alemão      | Beira-Mar       | 14   |
| 8    | Arnaldo     | GD CUF          | 13   |
| 8    | Gonzalez    | CF Belenenses   | 13   |
| 10   | Ademir      | SC Olhanense    | 12   |
| 10   | Mirobaldo   | SC Farense      | 12   |

## Faits marquants
- Le 16 décembre 1973, le joueur du FC Porto Pavão décède à la suite d'un arrêt cardiaque lors de la 13e journée face à Setubal.